# Багва
Багва́ (укр. Багва) — село в Уманском районе Черкасской области Украины.
Население по переписи 2001 года составляло 563 человека. Занимает площадь 2,185 км². Почтовый индекс — 20112. Телефонный код — 4748.

## Местный совет
20112, Черкасская обл., Маньковский р-н, с. Багва, ул. Ленина